# Sandwich (New Hampshire)
Pour les articles homonymes, voir Sandwich (homonymie).
Sandwich est une ville du comté de Carroll, dans l'État du New Hampshire, aux États-Unis. En 2010, sa population est de 1 326 habitants.

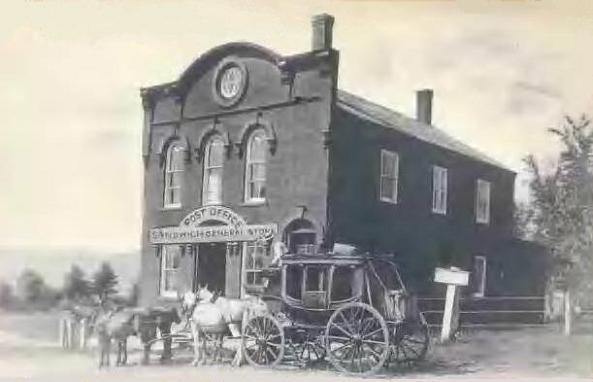
Magasin général et bureau de poste